# François-Édouard Picot
François-Édouard Picot (født 17. oktober 1786 i Paris, død 15. marts 1868 sammesteds) var en fransk maler. 
Picot, der var elev af Vincent, fortsatte med større talent end de fleste samtidige sin lærers og Davids retning. Han dyrkede især mytologiske emner, med vindende naturlighed og dog med evne for det storstilede; i sin kolorit søgte han delvis at lempe sig efter nyere smagsretninger. Størst og stor betydning har han som lærer. 
Hans Amor og Psyche gjorde betydelig lykke på salonen 1819, til Louvre kom Orest og Elektra, til museet i Bryssel Aineas og Venus (1815), til Versailles adskillige gode portrætter. Han udsmykkede flere lofter i Louvre, hemicyklen i Notre Dame de Lorette i Paris (Madonna og Apostlene), kirken Saint Vincent de Paul (kolossal Kristus-skikkelse i byzantinsk mønster med profeterne) etc. Picot har også litograferet: Barnemordet i Betlehem (efter Cogniet), Dafnis og Chloe med mere.